# Cao nguyên miền Tây

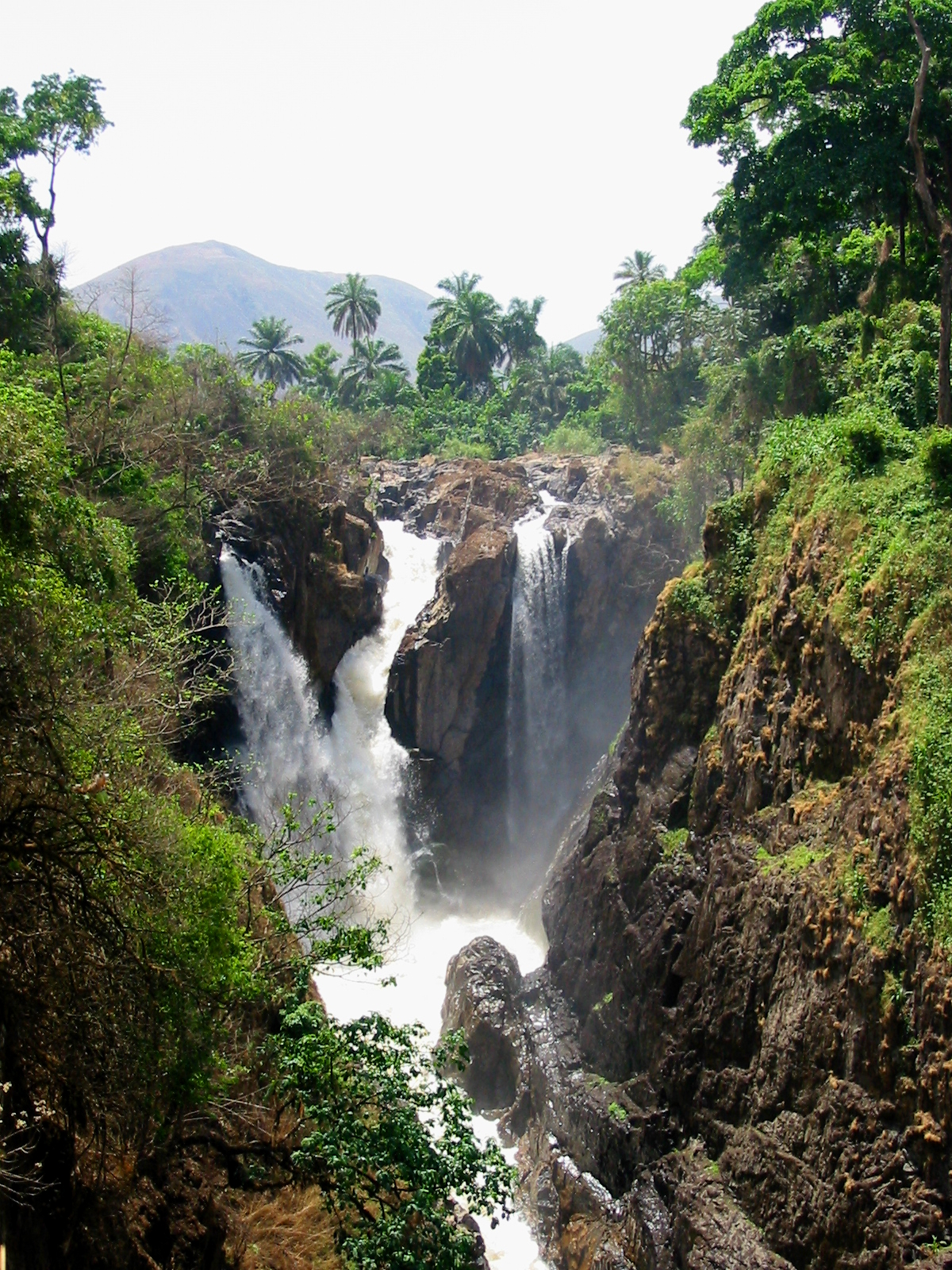
Thác Menchum ở Vùng Tây Bắc (Cameroon)

Cao nguyên miền Tây hay Bamenda Grassfields là một khu vực của Cameroon đặc trưng bởi địa hình cao, nhiệt độ mát mẻ, lượng mưa lớn và thảm thực vật trảng cỏ. Vùng này nằm dọc theo dãy Cameroon và bao gồm các dãy núi và núi lửa được tạo thành bằng tinh thể và đá mácma. Vùng này giáp với Cao nguyên Nam Cameroon ở phía đông nam, cao nguyên Adamawa ở phía đông bắc và đồng bằng ven biển Cameroon ở phía nam.

## Địa hình và địa chất
Cao nguyên miền Tây nằm dọc theo dãy Cameroon, một loạt các núi lửa chạy từ Đại Tây Dương ở phía tây nam của cao nguyên đến cao nguyên Adamawa ở phía đông bắc. Khu vực này được đặc trưng bởi địa hình gồ ghề của các khối núi và núi. Cao nguyên phía Tây có một số núi lửa không hoạt động, bao gồm Dãy núi Bamboutos, Núi Oku và Núi Kupe. Cao nguyên cao lên theo các đoạn từ hướng tây. Về phía đông, nó kết thúc ở những ngọn núi có chiều cao từ 1.000 mét đến 2.500 mét, kết thúc ở Cao nguyên Nam Cameroon. Cao nguyên nhường chỗ cho cao nguyên Adamawa về phía đông bắc, đó là một khu vực lớn hơn nhưng ít gồ ghề hơn.
Cốt lõi của cao nguyên được tạo thành từ đá núi lửa, được gọi là đá pluto. Các nền tảng là tinh thể và đá biến chất. Đá gốc chủ yếu là đá gneiss và đá hoa cương có niên đại từ thời kỳ Tiền Cambri. Một lớp bazan che phủ vùng này. Núi lửa đã tạo ra đất màu mỡ đen và màu nâu. Xói mòn đóng một vai trò lớn.

## Khí hậu và hệ thống sông

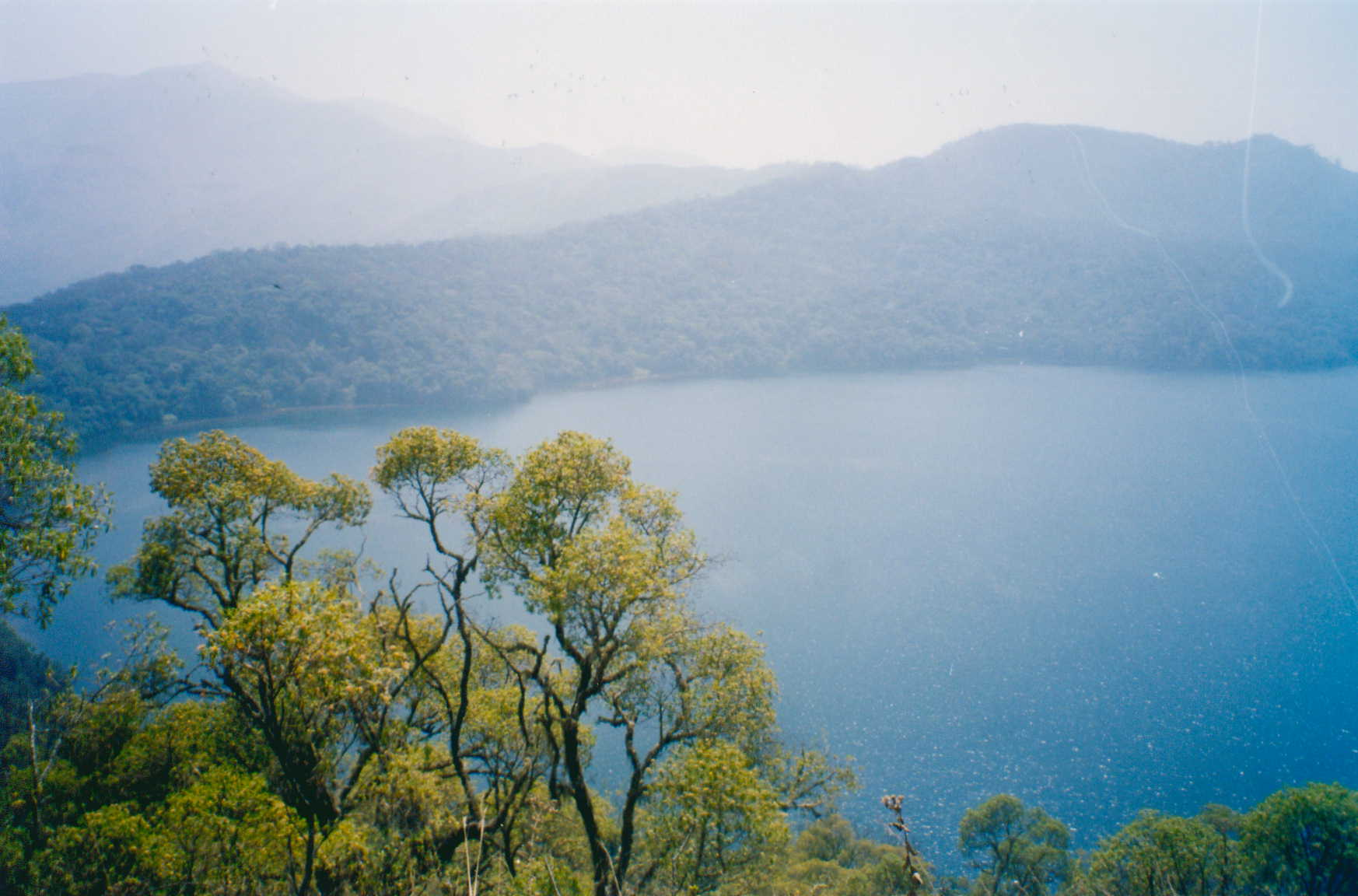
Hồ Oku là một hồ miệng núi lửa trên cao nguyên.

Cao nguyên trải qua một khí hậu xích đạo thuộc loại Cameroon. Khu vực này trải qua hai mùa chính: Một mùa mưa dài chín tháng, và một mùa khô, ngắn trong ba tháng. Trong mùa mưa, gió mùa ẩm ướt, phổ biến thổi từ phía tây và mất độ ẩm của chúng khi chạm vào các ngọn núi trong vùng. Lượng mưa trung bình mỗi năm dao động từ 1.000 mm đến 2.000 mm. Độ cao lớn tạo cho khu vực một khí hậu mát mẻ hơn so với phần còn lại của Cameroon. Ví dụ, nhiệt độ trung bình tại Dschang ở khu vực phía Tây là 20 °C. Về phía bắc, lượng mưa giảm khi khí hậu Sudan trở nên chiếm ưu thế.
Địa hình cao nguyên miền Tây và lượng mưa lớn làm cho nó trở thành một đường phân thủy lớn cho Cameroon. Các con sông quan trọng trong khu vực bao gồm sông Manyu, nằm ở dãy núi Bamboutos và hợp lưu sông Cross ở hạ nguồn của nó, và sông Nkam, được biết đến là sông Wouri ở hạ nguồn của nó. Khu vực này làm phát sinh các nhánh sông quan trọng đối với sông Sanaga. Những con sông này theo chế độ Cameroon, một kiểu phụ của chế độ xích đạo của các con sông phía nam Cameroon khác. Điều này có nghĩa là các con sông trải qua một thời gian dài, nước cao trong mùa mưa và một thời gian ngắn, nước thấp trong mùa khô. Các con sông trong khu vực cuối cùng đổ vào Đại Tây Dương. Địa hình gồ ghề của khu vực làm tăng một số thác nước dọc theo các tuyến đường phân thủy này. Thác Ekon gần Nkongsamba ở khu vực phía Tây cao 80 mét. Các hồ miệng núi lửa nằm trên cao nguyên là kết quả của các núi lửa đã đầy nước.

## Thực vật
Cao nguyên miền Tây đã từng có rất nhiều rừng. Tuy nhiên, việc chặt phá và đốt nhiều lần bởi con người đã đẩy lùi rừng trở lại các khu vực dọc theo các tuyến đường phân thủy và đã cho phép đồng cỏ mở rộng ra khu vực. Trảng cỏ Sudan tạo thành thảm thực vật chiếm ưu thế. Điều này bao gồm các bãi cỏ - dẫn đến tên Bamenda grassfields xung quanh thành phố Bamenda - và cây bụi thấp và cây rụng lá của nó trong mùa khô như một sự bảo vệ chống lại cái nóng và thời tiết khô. Cọ Raffia phát triển trong các thung lũng và vùng trũng.